# Руденко Віталій Миколайович
Віта́лій Микола́йович Руде́нко (нар. 26 січня 1981, Одеса, Українська РСР СРСР), — колишній український футболіст, воротар. Відомий виступами у складі спортивного клубу «Одеса», одеського «Чорноморця», запорізького «Металурга» та молодіжної збірної України. У складі цих команд Віталій здобув багато трофеїв: бронзовий призер вищої ліги чемпіонату України, двічі срібний призер першої ліги чемпіонату України, двічі півфіналіст кубку України, фіналіст кубку Інтертото. Нині працює тренером юнацької команди U-19 футбольного клубу «Чорноморець» Одеса разом із Геннадієм Нижегородовим та Олександром Бабичем.

## Життєпис

### Клубна кар'єра
Віталій Миколайович Руденко народився 26 січня 1981 року в українському місті Одеса, однойменної області. Вихованець СДЮСШОР «Чорноморець» імені А. Ф. Зубрицького. Перщий тренер — В. В. Мельник. У «Чорноморці» грав з 1999 року, який покинув влітку 2010 року після його вильоту з Прем'єр-ліги і перейшов до львівських «Карпат». Через посилення конкуренції на позицію голкіпера з покупкою Мартіна Богатінова, на початку 2011 року був відданий в оренду в «Металург» (Запоріжжя) до кінця сезону.

### Збірна
Виступав у молодіжній збірній України. У 2000 році у складі юнацької збірної став віце-чемпіоном Європи.

## Статистика виступів
| Клуб                                                                                         | Ліга              | Сезон             | Чемпіонат | Чемпіонат | Кубок | Кубок | Єврокубки | Єврокубки | Інші змагання | Інші змагання | Інші змагання | Всього | Всього |
| Клуб                                                                                         | Ліга              | Сезон             | Ігор      | Голів     | Ігор  | Голів | Ігор      | Голів     | Назва         | Ігор          | Голів         | Ігор   | Голів  |
| -------------------------------------------------------------------------------------------- | ----------------- | ----------------- | --------- | --------- | ----- | ----- | --------- | --------- | ------------- | ------------- | ------------- | ------ | ------ |
| «Металург» З                                                                                 | ПЛ                | 12-13             | 11        | -27       | 0     | 0     | -         | -         | ПД            | 2             | 0             | 13     | -27    |
| «Металург» З                                                                                 | 1Л                | 11-12             | 30        | -27       | 4     | -1    | -         | -         | -             | -             | -             | 34     | -28    |
| «Металург» З                                                                                 | ПЛ                | 10-11             | 3         | -1        | 0     | 0     | 0         | 0         | -             | -             | -             | 3      | -1     |
| «Металург» З                                                                                 | Всього            | Всього            | 44        | -55       | 4     | -1    | 0         | 0         |               | 2             | 0             | 50     | -56    |
| «Карпати» Л                                                                                  | ПЛ                | 10-11             | 7         | -5        | 1     | 0     | -         | -         | -             | -             | -             | 7      | -5     |
| «Карпати» Л                                                                                  | Всього            | Всього            | 7         | -5        | 1     | 0     | 0         | 0         |               | 0             | 0             | 8      | -5     |
| «Чорноморець» О                                                                              | ПЛ                | 09-10             | 10        | -11       | 0     | 0     | -         | -         | ПД            | 4             | -4            | 14     | -15    |
| «Чорноморець» О                                                                              | ПЛ                | 08-09             | 7         | -6        | 0     | 0     | -         | -         | -             | -             | -             | 7      | -6     |
| «Чорноморець» О                                                                              | ПЛ                | 07-08             | 29        | -32       | 5     | -9    | 4         | -5        | -             | -             | -             | 38     | -46    |
| «Чорноморець» О                                                                              | ПЛ                | 06-07             | 23        | -22       | 0     | 0     | 2         | -4        | ПД            | 1             | 0             | 26     | -26    |
| «Чорноморець» О                                                                              | ПЛ                | 05-06             | 22        | -21       | 1     | -1    | -         | -         | ПД            | 6             | -15           | 29     | -37    |
| «Чорноморець» О                                                                              | ПЛ                | 04-05             | 13        | -15       | 1     | -3    | -         | -         | ПД            | 7             | -6            | 21     | -24    |
| «Чорноморець» О                                                                              | ПЛ                | 03-04             | 29        | -31       | 5     | -3    | -         | -         | -             | -             | -             | 34     | -34    |
| «Чорноморець» О                                                                              | ПЛ                | 02-03             | 23        | -33       | 0     | 0     | -         | -         | -             | -             | -             | 23     | -33    |
| «Чорноморець» О                                                                              | 1Л                | 01-02             | 22        | -16       | 3     | -3    | -         | -         | -             | -             | -             | 25     | -19    |
| «Чорноморець» О                                                                              | 1Л                | 00-01             | 17        | -16       | 2     | -3    | -         | -         | -             | -             | -             | 19     | -19    |
| «Чорноморець» О                                                                              | ВЛ                | 99-00             | 1         | -4        | 0     | 0     | -         | -         | -             | -             | -             | 1      | -4     |
| «Чорноморець» О                                                                              | Всього            | Всього            | 196       | -207      | 17    | -22   | 6         | -9        |               | 18            | -25           | 237    | -263   |
| «Чорноморець-2»                                                                              | 2Л                | 01-02             | 1         | 0         | -     | -     | -         | -         | -             | -             | -             | 1      | 0      |
| «Чорноморець-2»                                                                              | 2Л                | 99-00             | 10        | -11       | -     | -     | -         | -         | -             | -             | -             | 10     | -11    |
| «Чорноморець-2»                                                                              | Всього            | Всього            | 11        | -11       | 0     | 0     | 0         | 0         |               | 0             | 0             | 11     | -11    |
| СК «Одеса»                                                                                   | 2Л                | 98-99             | 9         | -1        | 1     | -1    | -         | -         | -             | -             | -             | 10     | -2     |
| СК «Одеса»                                                                                   | 2Л                | 97-98             | 22        | -22       | 4     | -6    | -         | -         | -             | -             | -             | 26     | -28    |
| СК «Одеса»                                                                                   | Всього            | Всього            | 31        | -23       | 5     | -7    | 0         | 0         |               | 0             | 0             | 36     | -30    |
| Всього за кар'єру                                                                            | Всього за кар'єру | Всього за кар'єру | 289       | -301      | 27    | -30   | 6         | -9        |               | 20            | -25           | 342    | -365   |
| 2Л — друга ліга; ВЛ — вища ліга; 1Л — перша ліга; ПЛ — Прем'єр-ліга; ПД — першість дублерів. |                   |                   |           |           |       |       |           |           |               |               |               |        |        |

## Титули та досягнення

### Україна
«Чорноморець» Одеса:
- Бронзовий призер вищої ліги чемпіонату України (1): 2005—2006.
- Срібний призер першої ліги чемпіонату України (1): 2001—2002.
- Півфіналіст кубку України (2): 2003—2004, 2007—2008.

«Металург» Запоріжжя:
- Срібний призер першої ліги чемпіонату України (1): 2011—2012.

### Європа
«Чорноморець» Одеса:
- Фіналіст кубку Інтертото (1): 2007.